# キヤノンEFマウント

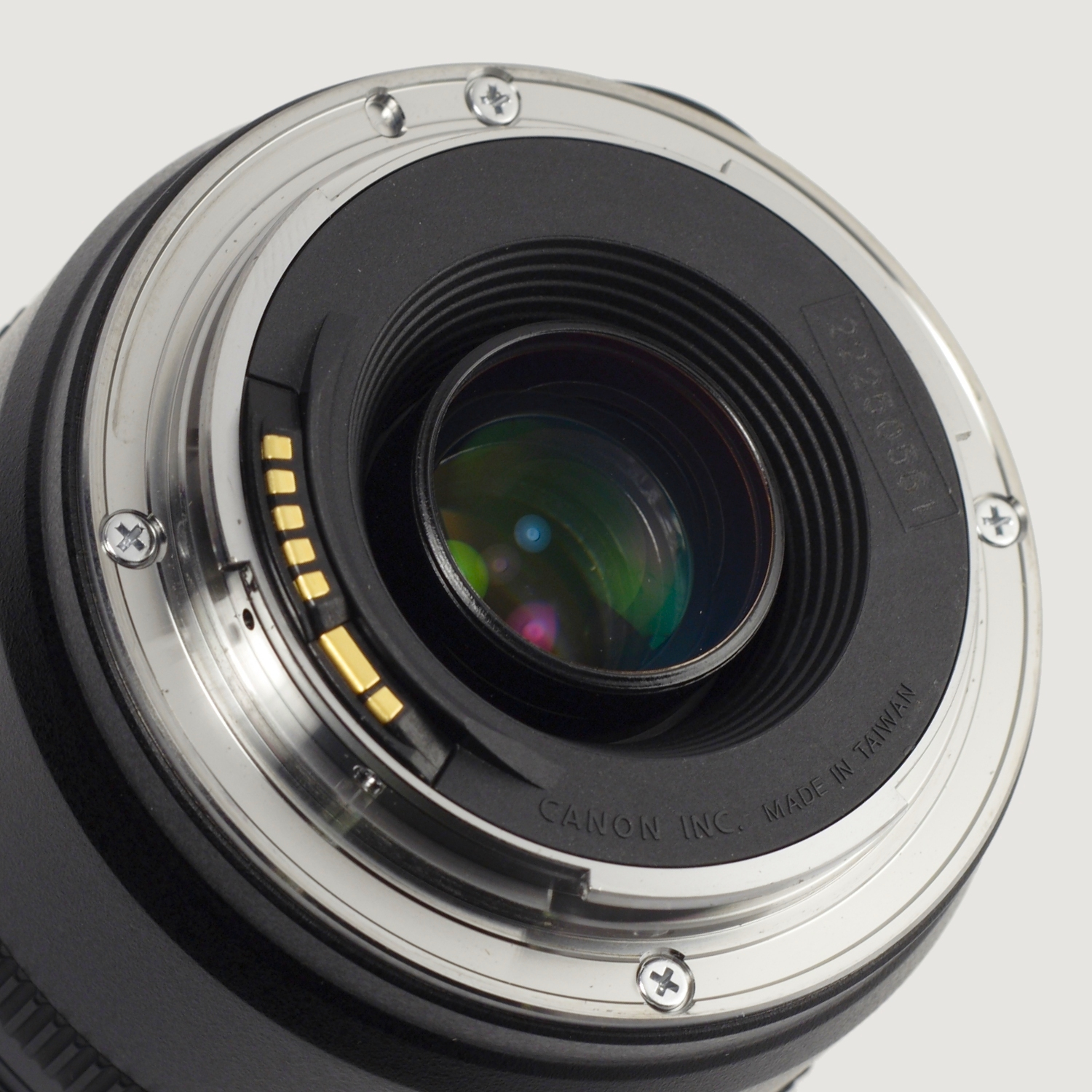
EFレンズのマウント部

キヤノンEFマウント（キャノン イーエフ マウント）は、キヤノンの一眼レフカメラ、EOSシステムの根幹を成すレンズマウントである。「EFマウント」とも呼称する。

## 概要
1987年3月に発売されたEOS 650以降、キヤノンのレンズ交換式オートフォーカス一眼レフカメラに採用されているレンズマウント
。EFは Electro-Focusを意味する。
従前のキヤノンFDマウントはスピゴット式であったが、「EFマウント」で バヨネット式を採用した。マウントの内径は54mm、フランジバックは44mmとなっている。機械寸法の点でも、情報伝達機構の点でも「FDマウント」との互換性はない。移行期にはキヤノンからFDコンバーターと称してレンズマウントコンバーターが市販されていたが、利用できるレンズは望遠系の一部であり露出制御はマニュアルか実絞り優先AEに限定された。
発表された1987年の時点においてφ54mmというマウント径は35mm一眼レフカメラ用として最大であり、より"明るい"レンズを設計することが可能となった。当時の他の標準的なレンズマウントと異なっていたのは、完全電子マウントにより、オートフォーカス駆動用や絞り制御用モーターのレンズ内蔵を前提にしたことである。そのためレンズとカメラボディ間にレバーやプランジャーのような機械的な機構を用いた結合が必要なく、レンズの制御に必要な電源と情報は全て電気接点を介して伝達される。これによってマウントの仕組みを単純で耐久性の高いものにする一方、搭載モーターをレンズの特性に合わせて最適化したものにすることで、オートフォーカスの高速化に有利な展開が可能となった。すべてのレンズにモーターを内蔵する必要から高コスト化が心配されたが杞憂に終わった。
その後EFマウント用レンズは発展し、現行で約60種、累計で約140種となっている。

## EFマウントレンズ

### Lシリーズ

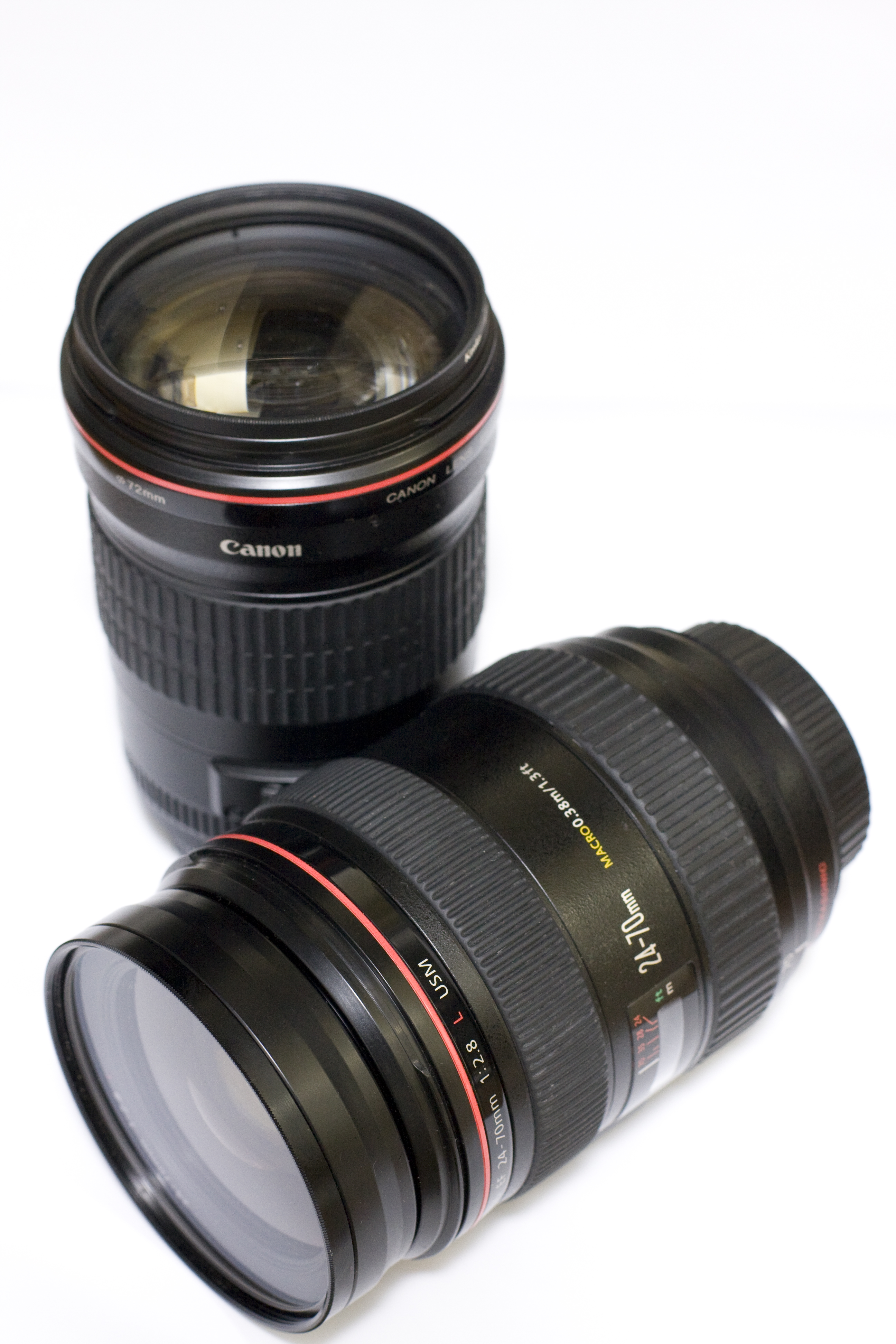
EF135mm F2L USM と
EF24-70mm F2.8L USM

Lシリーズの｢L｣は、"Luxury"（贅沢な）を意味し、「プロの品質と呼ぶに相応しい、画期的な描写性能と優れた操作性、耐環境性・堅牢性を備えたキヤノンEFレンズLシリーズ」と謳われている。
光学系には人工結晶の蛍石、研削非球面レンズ、UDレンズなどの特殊光学材料が採用されている。また主要部分にマグネシウム合金を採用するなど、ビルドクオリティも確保されている。高速なオートフォーカス駆動、フルタイムマニュアルフォーカスや手ぶれ補正機構、防塵防滴構造なども採用されているものが多く、価格も高めに設定されている。
外観、デザインも差別化が図られている。Lシリーズの鏡筒にはレッドのライン（鉢巻き）が刻まれている。また白レンズとも呼ばれているように望遠域のレンズでは鏡胴がオフホワイトになっており、一見してそれとわかるような色になっている。夏の炎天下でレンズを使用し急激な温度上昇に曝されることのあるプロの使用を考慮したとされている。
なお、EOSシステム用交換レンズのみならず、コンパクトタイプのデジタルカメラにもLレンズを採用したモデルがある。
キヤノンプロフェッショナルサービスに入会する際、国によっては最低でも何本かの現行Lレンズなどプロ用レンズとプロ用EOSボディを持っていることが条件になっている場合がある。

### DOレンズ
DOレンズの｢DO｣は、"Diffractive Optics"の略で、回折レンズのことである。キヤノンでは回折光学素子と呼んでいる。光学ガラスを多く使わなくてはならず、従って重くなるレンズにはDOレンズが用いられている。同じ焦点距離、同じF値のレンズではDOレンズを採用しなかった場合と比較してレンズを小さく、軽くすることができる。加えてDOレンズは屈折レンズと組み合わせることで色収差を補正することができる。しかしDOレンズはコストが高くなる傾向にあり、また、逆光でフレアやゴーストが出やすいため、光学設計で光源が当たりにくい位置にレンズを配置する等の制約があり、採用したレンズはEF400mm F4 DO IS USMと、その後継機EF400mm F4 DO IS II USM、EF70-300mm F4.5-5.6 DO IS USMの3本に限られている。
DOレンズを採用したレンズは鏡胴にグリーンのラインが刻まれていることで識別できる。

### UD/スーパーUDレンズ
UDとは、Ultra Low Dispersion（超低分散）のこと。低屈折・低分散特性を持った光学素材、低分散・異常分散性を備える。屈折率を揃えることで色にじみの少ない、解像力の高い状態が実現できる。UDレンズを2枚使用することで、より効果が高いとされる蛍石レンズの1枚に匹敵する性能をもつという。1993年にはUDレンズの光学性能を大幅に向上させたスーパーUDレンズも開発され、色収差の補正、レンズのコンパクト化を実現している。

### BRレンズ
BR素子という光学素材を開発し、それを採用したものBRレンズと呼ぶ。色収差補正のレベルが高まり、解像力の向上に貢献した。2015年9月17日発売のEF35mm F1.4L II USMで初搭載。BRレンズとは、Blue Spectrum Refractive Opticsの略称で、BR光学素子とは、Blue Spectrum Refractiveの略称。

### TS-Eレンズ
レンズを斜めに傾けてピントの合う範囲を調整する「ティルト撮影」と、レンズを水平・垂直方向に傾けて歪みを矯正する「シフト撮影」が可能。FDマウントでは「TS35mmF2.8S.S.C.」（絞り制御は実絞り式）が出ていたが、EFマウントでは1991年4月発売の「TS-E45mm F2.8」と「TS-E90mm F2.8」に初搭載。ティルト・シフトレンズの機構上、フォーカシングはマニュアルのみになるが、絞り制御をレンズ側に搭載したモーター駆動方式にしたことで、自動絞りに対応している。

## EF-Sレンズ

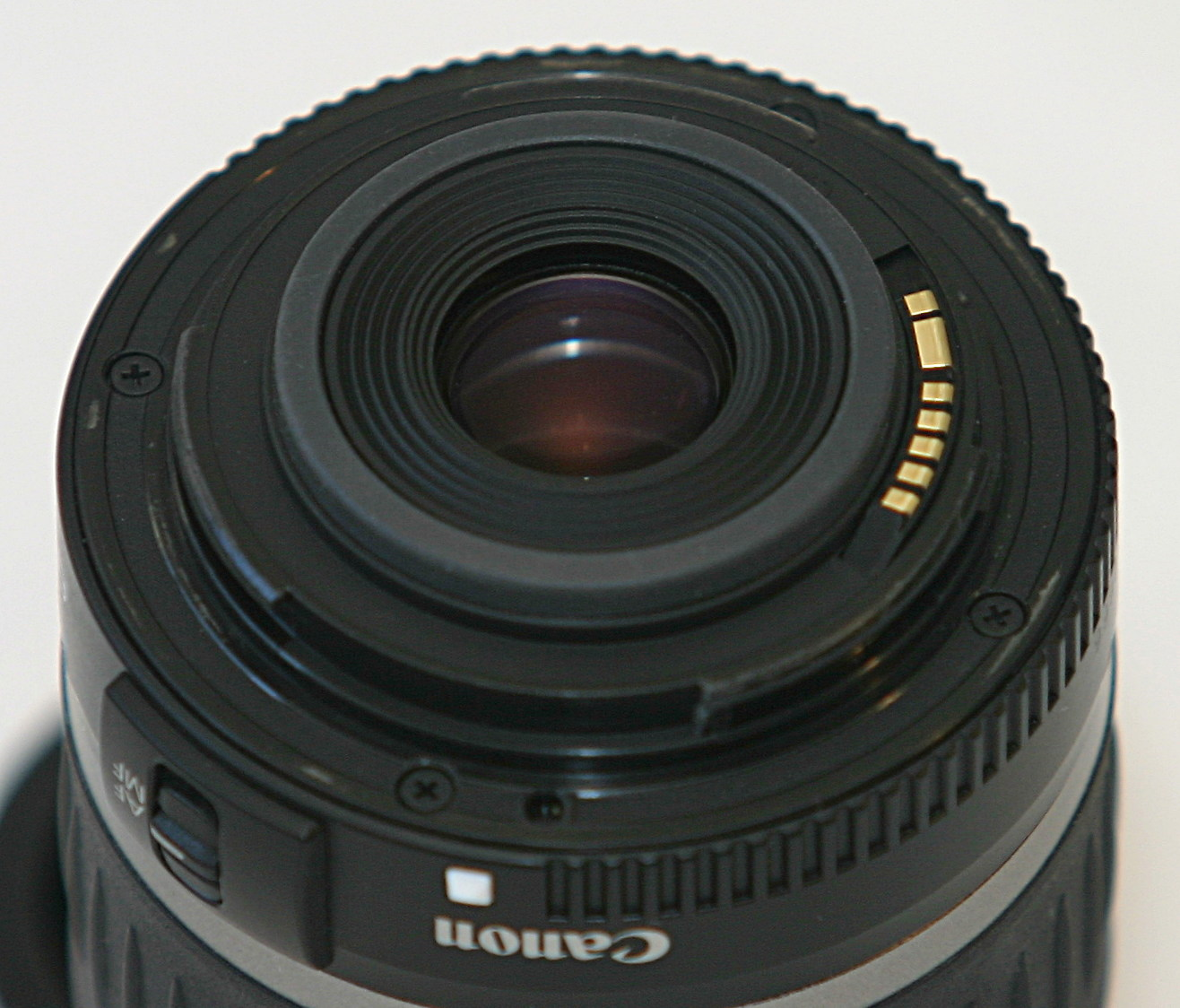
EF-Sレンズ後端部

EF-Sレンズは、35mmフルサイズよりも小型なAPS-Cサイズのイメージセンサに最適化するよう開発した｢EF-Sレンズテクノロジー｣を搭載したレンズである。EF-Sの｢S｣は、"Small-imagecircle"（スモールイメージサークル）の略である。
｢EF-Sレンズテクノロジー｣とは、EFレンズよりもバックフォーカスを短縮化した｢ショートバックフォーカス｣を採用し、イメージサークルの大きさをAPS-Cサイズセンサー専用とすることにより、広角ズーム化とコンパクト化を両立させた技術である。しかしショートバックフォーカスの採用により、レンズ後端部がカメラボディ内に入り込むため、クイックリターンミラーが従来のサイズのままでは干渉する。この干渉を回避するため、APS-Cサイズ用の小型クイックリターンミラーの搭載、レリーズ時のミラーアップに合わせてクイックリターンミラーを後方に退避させる｢ミラースイングアップ機構｣、ボディ側マウント内部接点台座内周部分を3mm低くした｢EF-Sレンズ対応マウント構造｣を採用している。
EF-Sレンズは「EF-Sレンズテクノロジー」を搭載したため、EF-Sレンズ対応カメラにのみ装着可能である。またEF-Sレンズ装着可能カメラは、EFレンズおよびEFレンズマウント互換レンズの装着も可能である。
また、35mmフルサイズ用の大きいクイックリターンミラーを搭載したカメラボディーや「ミラースイングアップ機構」を持たないEOS 10D以前のAPS-Cサイズ機に誤装着した際にレンズ後端部の干渉によりレンズやミラーを破損させないよう、レンズ・ボディ双方のマウント指標を専用の白色・四角にし、レンズ後方部にはラバーによるストッパーを設けることで、物理的に装着できないようにしている。また鏡筒にはシルバーのラインを施し、一般の標準レンズと区別している。

## EF-Mレンズマウント
EF-Mレンズは、ミラーレスカメラであるEOS M用に開発したレンズである。レンズ自体も他のレンズと比べ小さくなっていてカラーバリエーションも二種類の物もある
「マウントアダプター EF-EOS M」を使用することで「キヤノンEF-Mマウント」を採用したカメラに、「EFレンズ」（「EF-Mレンズ」と「CN-Eレンズ」を除く）の装着が可能になる。

## EFシネマレンズ
EFシネマレンズは、デジタル映画カメラのCINEMA EOS SYSTEM向けに開発された動画撮影用レンズ。CN-Eレンズとも表記される。
4096×2160(4K)に対応した高い光学性能をはじめ、フルマニュアル操作や他社製アクセサリーの装着など、映像制作業界のニーズに特化した設計となっている。イメージサークルは製品によって異なり、ズームレンズはスーパー35mmサイズとAPS-Cサイズのセンサーのみ対応、単焦点レンズでは35mmフルサイズのセンサーにも対応する。
ズームレンズはEFマウント仕様の製品に加え、映像制作業界で普及しているPLマウント仕様の製品も用意される。
EFマウント仕様のレンズはEOSシリーズの一眼レフカメラでも使用可能ではあるものの、オートフォーカスや自動絞りには対応しないほか、EOS Mには装着不可となっている。

## 関連技術
EFマウント及びEF-Sマウントに対応したレンズに利用されている技術を記す。

### 超音波モータ（USM）

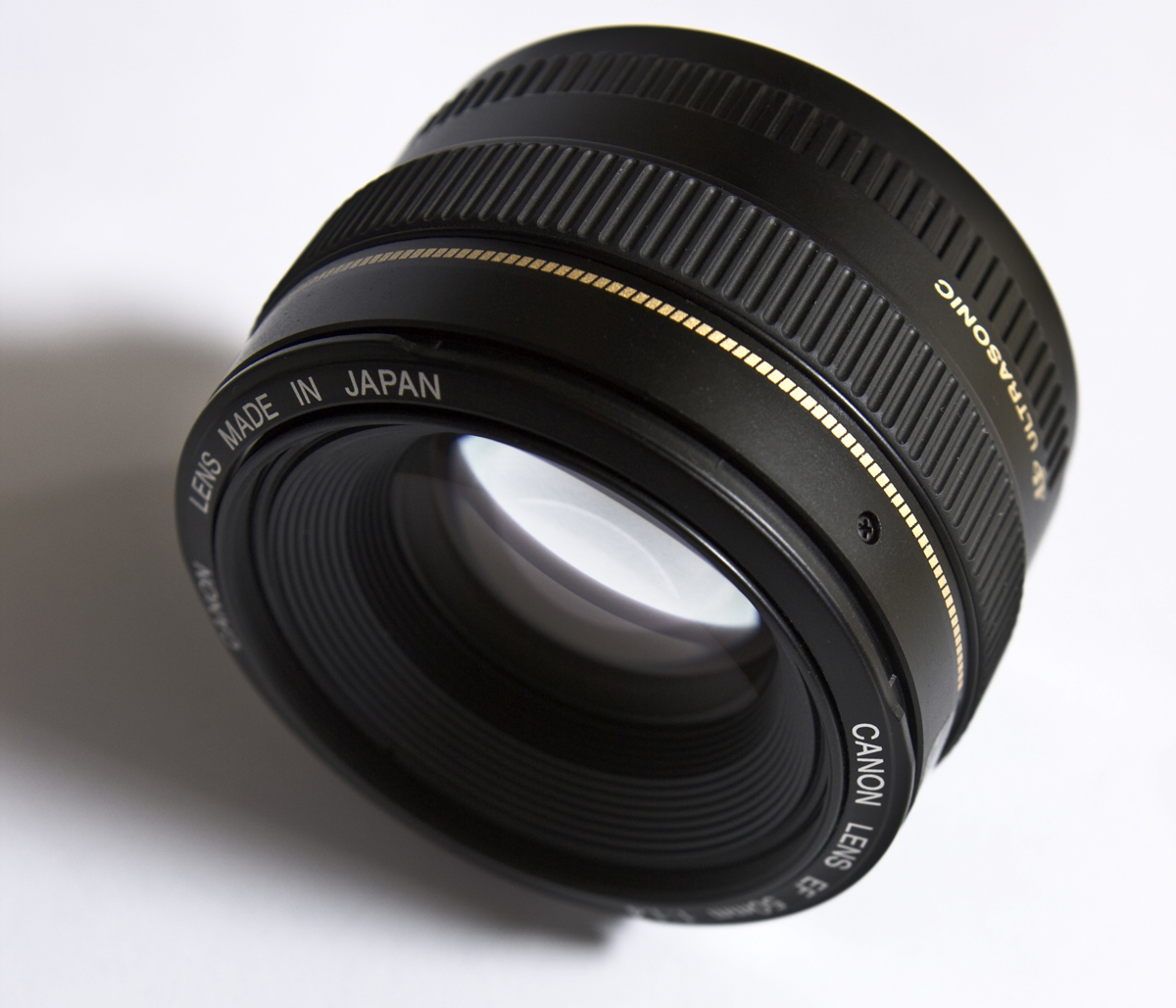
マイクロUSM搭載レンズの内唯一フルタイムマニュアルフォーカスが可能なEF50mm F1.4 USM

キヤノンはカメラ用超音波モータを初めて商品化したメーカーである。キヤノンでは超音波モータを略してUSM(Ultrasonic Motor)と呼ぶ。初めてUSMを採用したレンズは1987年に発売されたEF300mm F2.8L USMであった。USMを搭載したレンズは高速かつ静かに作動し、消費電力も少なくてすむ。現在キヤノンが採用しているUSMにはリングタイプUSMとマイクロUSMとナノUSMの3種類がある。リングUSMとナノUSMではフルタイムマニュアルフォーカスが使用できる。これはレンズをオートフォーカスモードからマニュアルフォーカスモードに切り替えることなくマニュアルでのピント調節ができる機構である。また、性能と効率の点でもリングタイプUSMが好まれる。それに対しマイクロUSMは安価なレンズに利用されている。マイクロUSMにフルタイムマニュアルフォーカス機構を組み込むことも可能だが、追加機構が必要であることから、実際にフルタイムマニュアルフォーカスを可能とした製品は2007年現在、EF50mm F1.4 USMの1本のみである。2002年には、さらに小型・軽量化したマイクロUSM IIがEF28-105mm F4-5.6 USMに搭載されている。USMを採用したレンズは、鏡胴に金色または銀色の帯がペイントされていることで識別できる。また付属のレンズキャップにも「ULTRASONIC」の文字が入る。

### ステッピングモータ （STM）

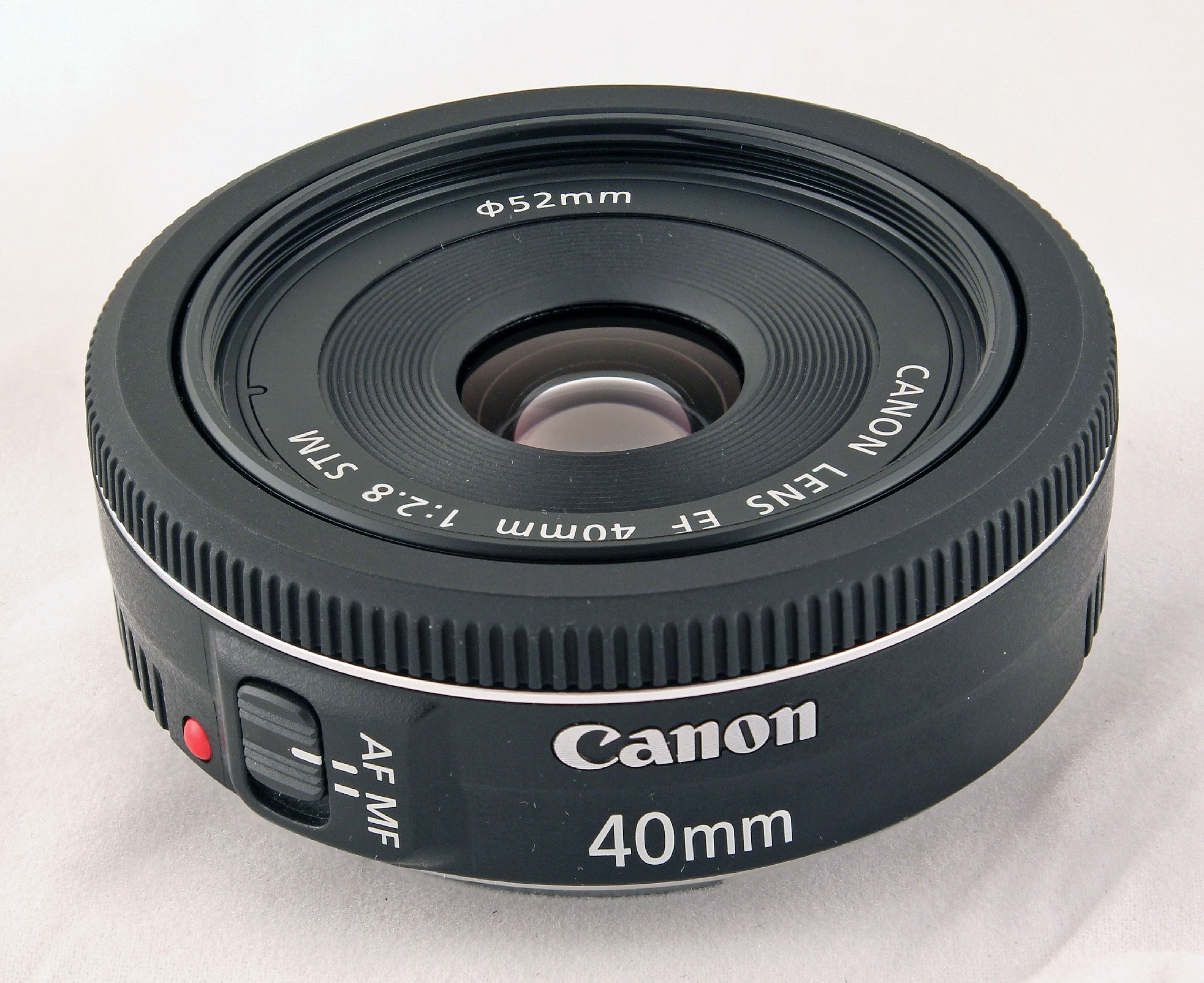
EF 40mm f/2.8 STM パンケーキレンズ

ステッピングモータ (STM) レンズは EOS Kiss X6i と同時の2012年6月に発表された。
ステッピングモータを使うことで、静かでスムーズなオートフォーカスが実現できる。
ステッピングモータを採用しているレンズは、モデル名に「STM」が使用される。

### 手ぶれ補正機構（IS）

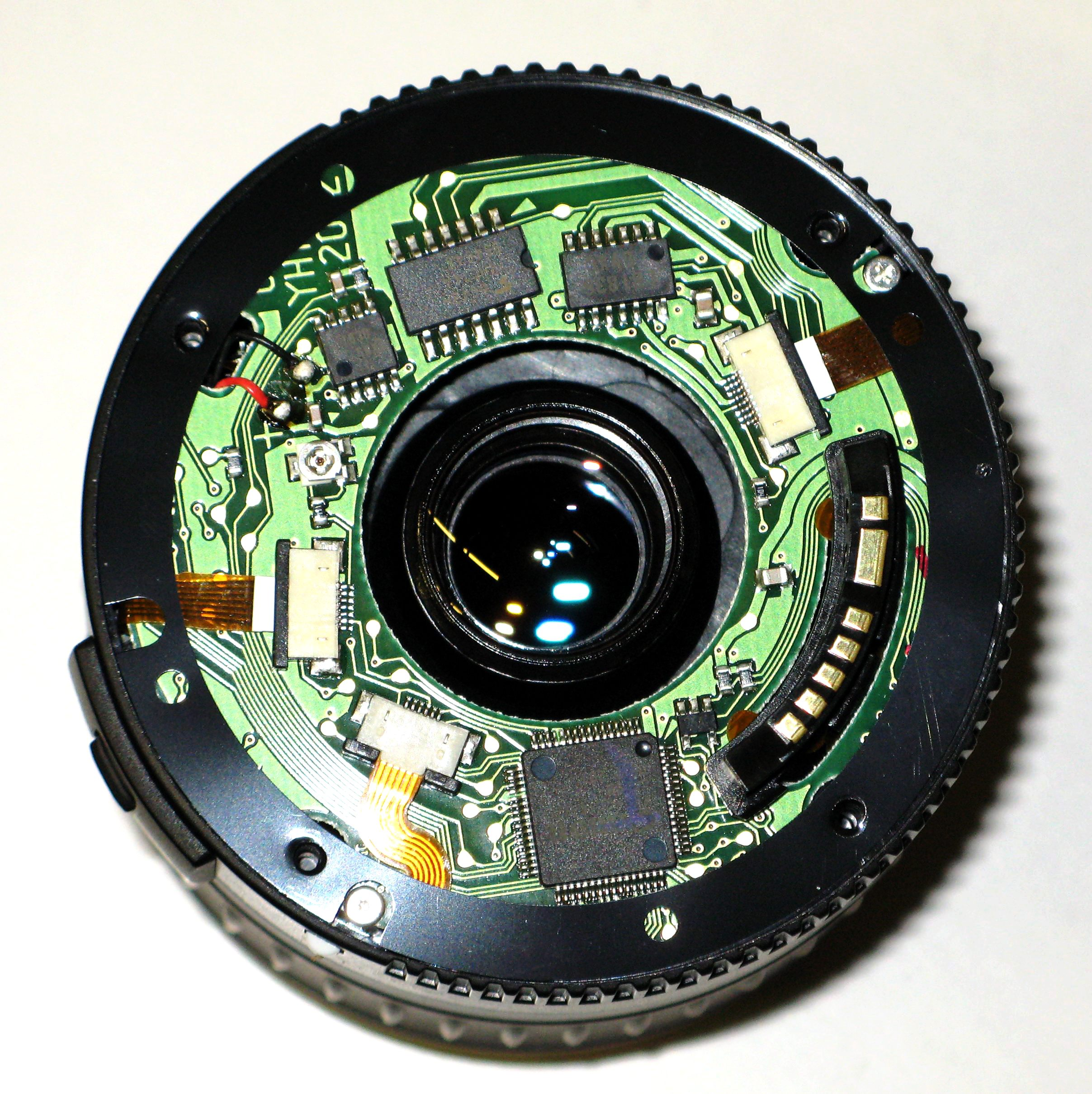
イメージスタビライザーユニットEF-Sレンズ

失敗写真の原因の一つ、手ぶれを和らげるためにキヤノンは手ぶれ補正機構としてイメージスタビライザー（略称:IS - Image Stabilizer）を開発した。これはジャイロセンサを用いて振動を検知し、レンズの一部を動かして振動を軽減する仕組みである。通常手ぶれのない写真を撮るためには目安として「1/焦点距離」秒以上のシャッター速度が必要とされている（例:焦点距離が50mmのレンズでは1/50秒以上）。ISを備えたレンズではシャッター速度に換算して2から5段分の補正効果がある。
初めてISを搭載したレンズは1995年発売のEF75-300mm F4-5.6 IS USMであったが、三脚に取り付けて使用するには向いていなかった。しかし1997年3月に発売されたEF300mm F4L IS USMではパン操作をするときカメラが大きく動くとその方向の手ぶれ補正を自動的に無効にするモードが搭載された。さらに1999年に発売されたレンズ群ではISユニットが三脚を検知できるようになった。
EF75-300mm F4-5.6 IS USMではISが作動するまでに約1秒かかり、補正効果がシャッター速度に換算して有効範囲が2段分しかなかったが、2001年9月発売のEF70-200mm F2.8L IS USMでは3段分と強化され、手ぶれ補正が働くまでの時間も0.5秒に短縮された。さらに2006年11月発売のEF70-200mm F4L IS USMでは4段分に、2008年4月発売のEF200mm F2L IS USMでは5段分になっている。これらの補正段数の増えた新しいユニットは過去に発売されたISレンズには移植されていない。
2007年9月に発売されたEF-S18-55mm F3.5-5.6 ISと同11月に発売されたEF-S55-250mm F4-5.6 ISでは、ばねとコイルを用いた簡素な構造にすることにより、小型・軽量・低コスト化を実現している。

#### 補正モード
モード1
すべての状況において補正が有効になるモード。すべてのISレンズに搭載されている。
モード2
1997年3月に発売されたEF300mm F4L IS USMから搭載されているモード。パン操作をするときカメラが大きく動くとその方向の手ぶれ補正を自動的に無効にする。
モード3
2011年8月に発売されたEF300mm F2.8L IS II USM、EF400mm F2.8L IS II USM、2014年12月に発売されたEF100-400 F4.5-5.6L IS II USMに搭載されているモード。シャッターが半押し状態では手ぶれ補正を行わない。

## その他
冒頭に記した通り、「EFマウント」はオートフォーカス一眼レフカメラ・EOSシステムのために開発されたものであるが、日本国外市場向けに EFマウントを採用したマニュアルフォーカス一眼レフカメラ Canon EF-M が1991年から販売されていた。
また、2019年には中国のYongnuoがEFマウント・マイクロフォーサーズシステムと同サイズの撮像素子・Androidを採用したミラーレス一眼カメラ「YN450」を発売している。